# Ministro plenipotenziario
Il ministro plenipotenziario, nel diritto internazionale (la denominazione completa usata nella prassi è inviato straordinario e ministro plenipotenziario), è un agente diplomatico di grado immediatamente inferiore all'ambasciatore.
I ministri plenipotenziari inviati dalla Santa Sede erano detti internunzi; la figura, peraltro, non è più contemplata nell'attuale Codice di diritto canonico).

## Caratteristiche
Il ministro plenipotenziario può essere preposto ad una missione diplomatica. 
In passato venivano istituite ambasciate, cioè missioni diplomatiche rette da un ambasciatore, solo presso gli stati più importanti e legazioni, cioè missioni rette da un ministro plenipotenziario o residente, negli altri stati. A partire dalla fine della Seconda guerra mondiale, in base alla dottrina delle Nazioni Unite che tutti gli stati sovrani hanno pari dignità, gli stati tendono ad istituire ovunque missioni con il rango di ambasciata, anche se rette da un ministro plenipotenziario. 
Il ministro plenipotenziario può anche essere addetto ad un'ambasciata, alle dipendenze dell'ambasciatore che ne è a capo, e allora è detto ministro-consigliere d'ambasciata.
Il ministro plenipotenziario posto a capo di una missione diplomatica, sebbene accreditato presso un capo di stato come l'ambasciatore, non è considerato, a differenza di quest'ultimo, rappresentante personale del proprio capo di Stato. Di conseguenza, non gli spettano l'appellativo di sua eccellenza (sebbene utilizzato nella prassi, per motivi di cortesia) e il privilegio di chiedere in ogni momento udienza al Capo dello Stato presso cui è accreditato.

## Nel mondo

### Italia
In Italia i ministri plenipotenziari sono nominati con decreto del Presidente della Repubblica, previa deliberazione del Consiglio dei ministri, su proposta motivata del Ministro degli Affari esteri, fra i consiglieri di ambasciata ritenuti più meritevoli da un'apposita commissione, che abbiano svolto almeno quattro anni di effettivo servizio nel loro grado, frequentato con profitto uno specifico corso di aggiornamento e svolto per almeno due anni funzioni di capo ufficio presso l'amministrazione centrale o altre amministrazioni pubbliche, capo di consolato generale, primo consigliere presso una rappresentanza diplomatica o capo di rappresentanza diplomatica (art. 109 del D.P.R. 5 gennaio 1967, n. 18, come modificato dal D.Lgs. 24 marzo 2000, n. 85).
Possono essere a capo di una rappresentanza diplomatica (ambasciata), ministro consigliere presso una rappresentanza diplomatica o a capo di un consolato generale di I classe.

### Paesi Bassi
Nel Regno dei Paesi Bassi, i ministri plenipotenziari (olandese: gevolmachtigd minister) rappresentano il governo di ciascuna nazione costitutiva del regno, Aruba, Curaçao, e Sint Maarten, con esclusione dei Paesi Bassi rappresentati da tutto il Consiglio dei ministri dei Paesi Bassi, nel Consiglio dei ministri del Regno dei Paesi Bassi. I ministri plenipotenziari rappresentano il governo delle rispettive isole ma risiedono nei Paesi Bassi.
Attualmente esistono le seguenti cariche di ministri plenipotenziari:
- Ministro plenipotenziario di Aruba (1986-);
- Ministro plenipotenziario di Curaçao (2010-);
- Ministro plenipotenziario di Sint Maarten (2010-);

In più, in passato, sono esistiti ministri plenipotenziari per il Suriname prima della sua indipendenza e per le Antille Olandesi prima della sua dissoluzione: 
- Ministro plenipotenziario delle Antille Olandesi (1954-2010);
- Ministro plenipotenziario del Suriname (1954–1975).